# Pierangelo Giovanolla
Pierangelo Giovanolla (Sant'Angelo Lodigiano, 4 giugno 1950 – Milano, 27 novembre 2021) è stato un politico italiano.

## Biografia
Funzionario della Lega delle Cooperative, dal 1986 al 1988 è sindaco di Pavia per il PCI e poi ancora consigliere comunale fino al 1993.
In seguito alla svolta della Bolognina, aderisce al Partito Democratico della Sinistra. Con tale partito alle elezioni politiche del 1992 viene eletto senatore, restando in carica fino all'aprile 1994.
Giovanolla muore improvvisamente la sera del 27 novembre 2021, all'età di 71 anni.